# Pyrenäen-Blaustern
Der Pyrenäen-Blaustern (Scilla lilio-hyacinthus L., Syn.: Oncostema lilio-hyacinthus (L.) Speta) ist eine Pflanzenart aus der Gattung der Blausterne (Scilla).

## Merkmale
Der Pyrenäen-Blaustern ist eine ausdauernde, krautige Pflanze, die Wuchshöhen von 10 bis 30 (40) Zentimeter erreicht. Dieser Geophyt bildet Zwiebeln als Überdauerungsorgane aus. Die sechs bis zehn einfachen, linealen Laubblätter sind 15 bis 30 Zentimeter lang und 1 bis 3 (4) Zentimeter breit. Sie sind glänzend, verkehrteilanzettlich und spitz. Es sind zwei bis drei Stängel vorhanden.
In einem dichten, kegelförmigen, traubigen Blütenstand stehen aufrecht etwa fünf bis 15 Blüten zusammen. Die unteren Deckblätter sind 1 bis 2,5 Zentimeter lang, eiförmig und häutig. Die zwittrigen Blüten sind radiärsymmetrisch und dreizählig. Die sechs gleichgeformten Blütenhüllblätter sind 9 bis 12 Millimeter lang, verkehrteiförmig und leuchtendblau, selten auch weiß gefärbt.
Die Blütezeit ist von April bis Juni.

## Vorkommen
Das natürliche Verbreitungsgebiet umfasst Nordspanien sowie Süd- und Zentralfrankreich. Hier kommt diese Pflanzenart in frischen Buchenwäldern in Höhenlagen zwischen 600 und 1600 Meter vor.

## Kultur
Diese Art wird selten als Zierpflanze in Staudenbeeten und Gehölzgruppen genutzt.

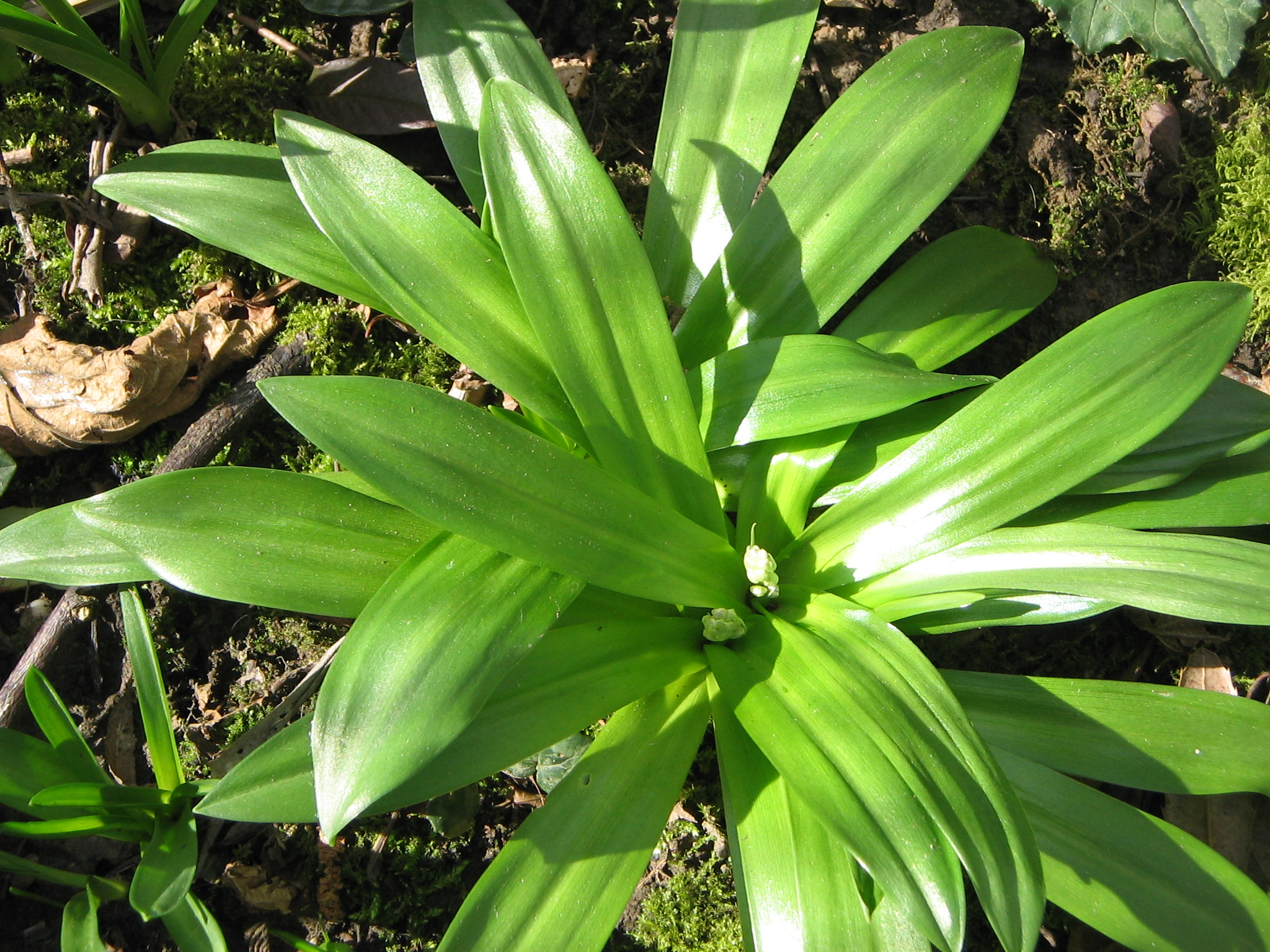
Blätter
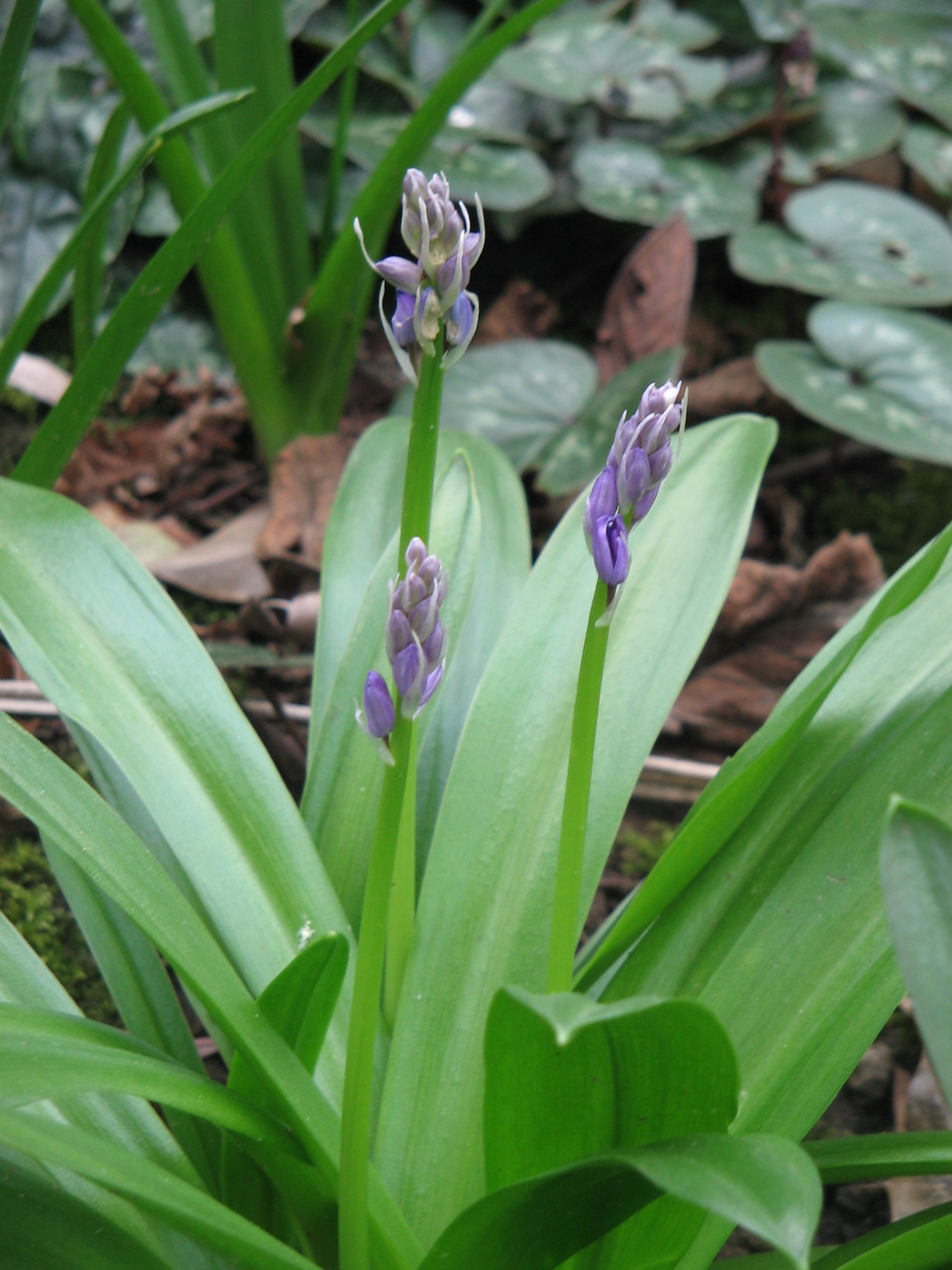
Blütenknospen
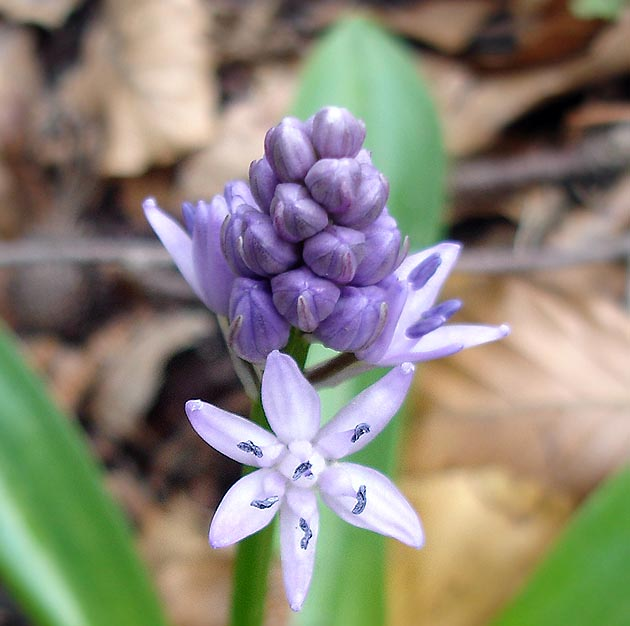
Offenende Blütenknospen
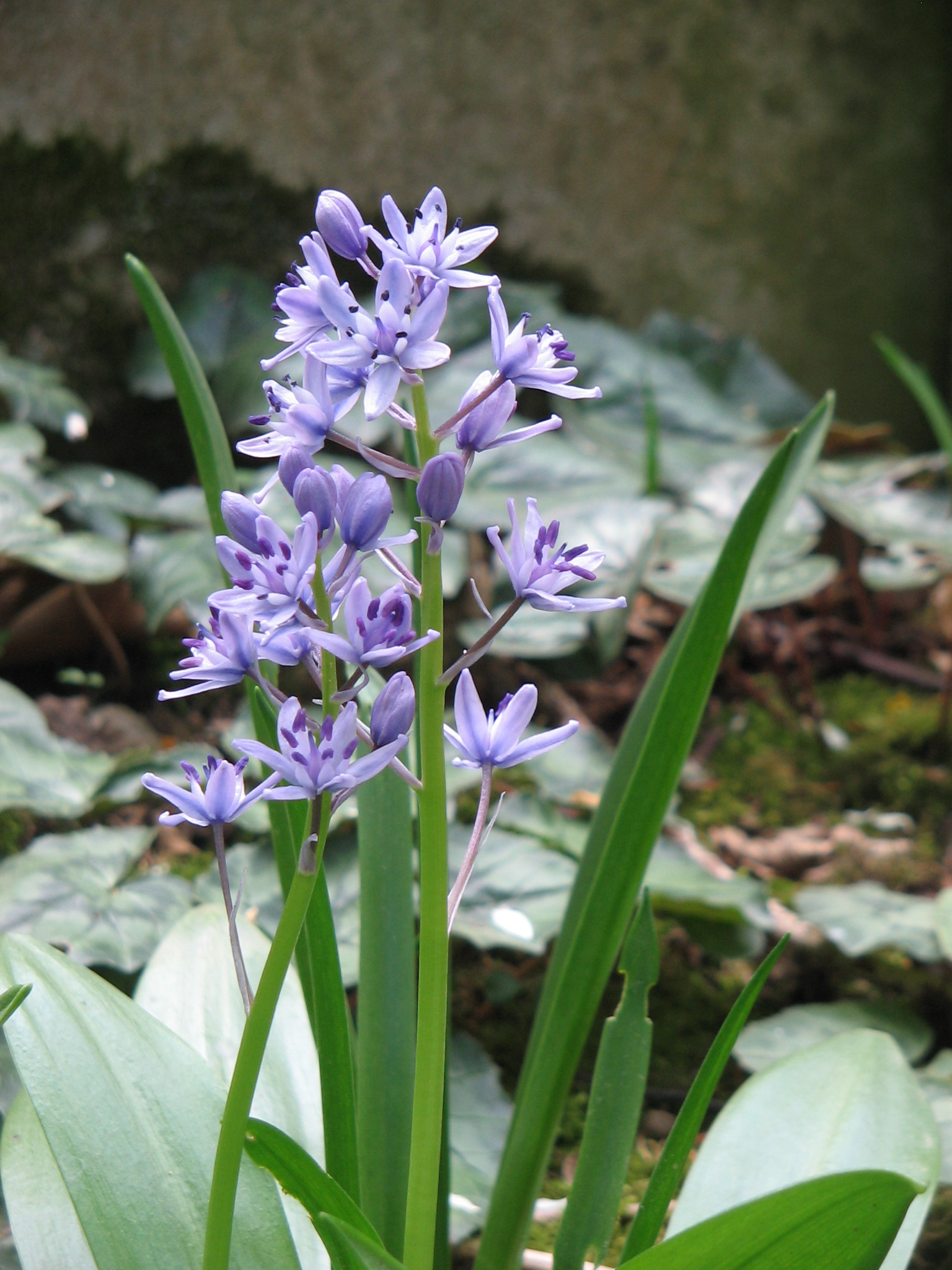
Blütenstand
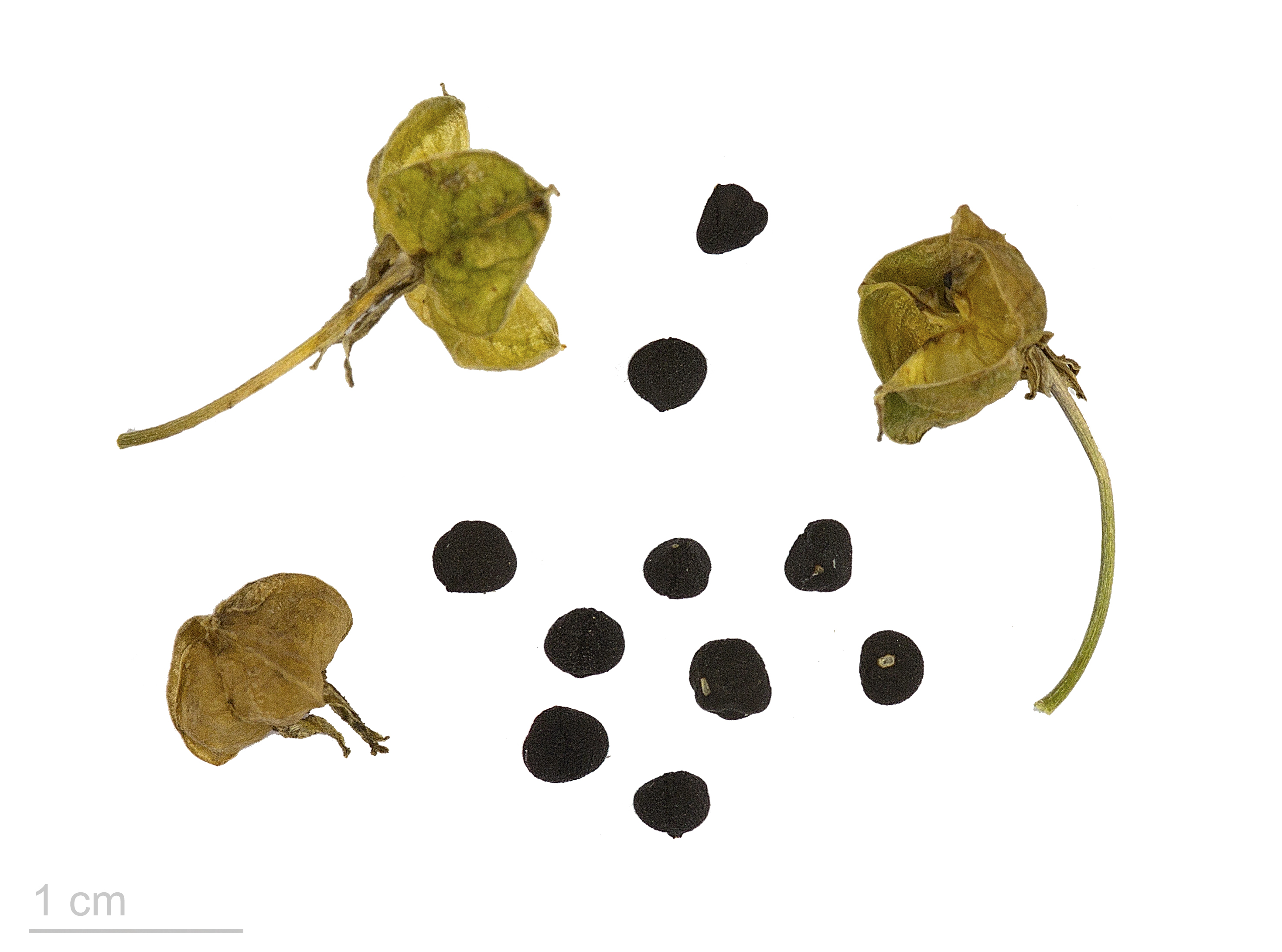
Geöffnete Kapselfrüchte und Samen - Museum specimen